# Richard de Gloucester
Le prince Richard, duc de Gloucester, né le 26 août 1944 à Northampton, est un membre de la famille royale britannique, cousin germain de la reine Élisabeth II. Il est l'aîné en ligne agnatique de la maison Windsor.
Il porte le titre de duc de Gloucester depuis 1974 et également les titres subsidiaires de comte d'Ulster et de baron Culloden.

## Biographie

### Famille

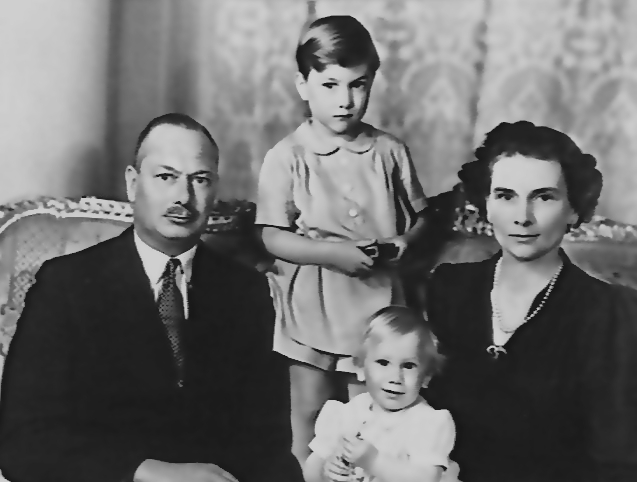
Richard avec son frère William et ses parents, en 1945

Le prince Richard est le fils cadet du prince Henry, 1er duc de Gloucester et de son épouse, la duchesse Alice Montagu-Douglas-Scott. Il est le dernier né des petits-enfants du roi George V. 
Le prince occupe depuis 2025 la 32e place dans l'ordre de succession au trône britannique et est « membre actif » de la famille royale britannique. Sous le règne de sa cousine la reine Élisabeth, il a ainsi représenté cette dernière régulièrement au Royaume-Uni et à l'étranger.
Richard a effectué des études d'architecte. Depuis la mort de son frère aîné en 1972 et de son père en 1974, il est l'aîné en ligne agnatique de la maison Windsor et des descendants du roi Édouard VII ; la fonction étant honorifique, le prince a peu d'influence au sein de la famille royale.
Grand prieur de l'ordre de Saint-Jean depuis 1975, le 2e duc de Gloucester est élevé aux grades de chevalier grand-croix de l'ordre royal de Victoria en 1974 et de chevalier de l'ordre de la Jarretière en 1997.

### Mariage

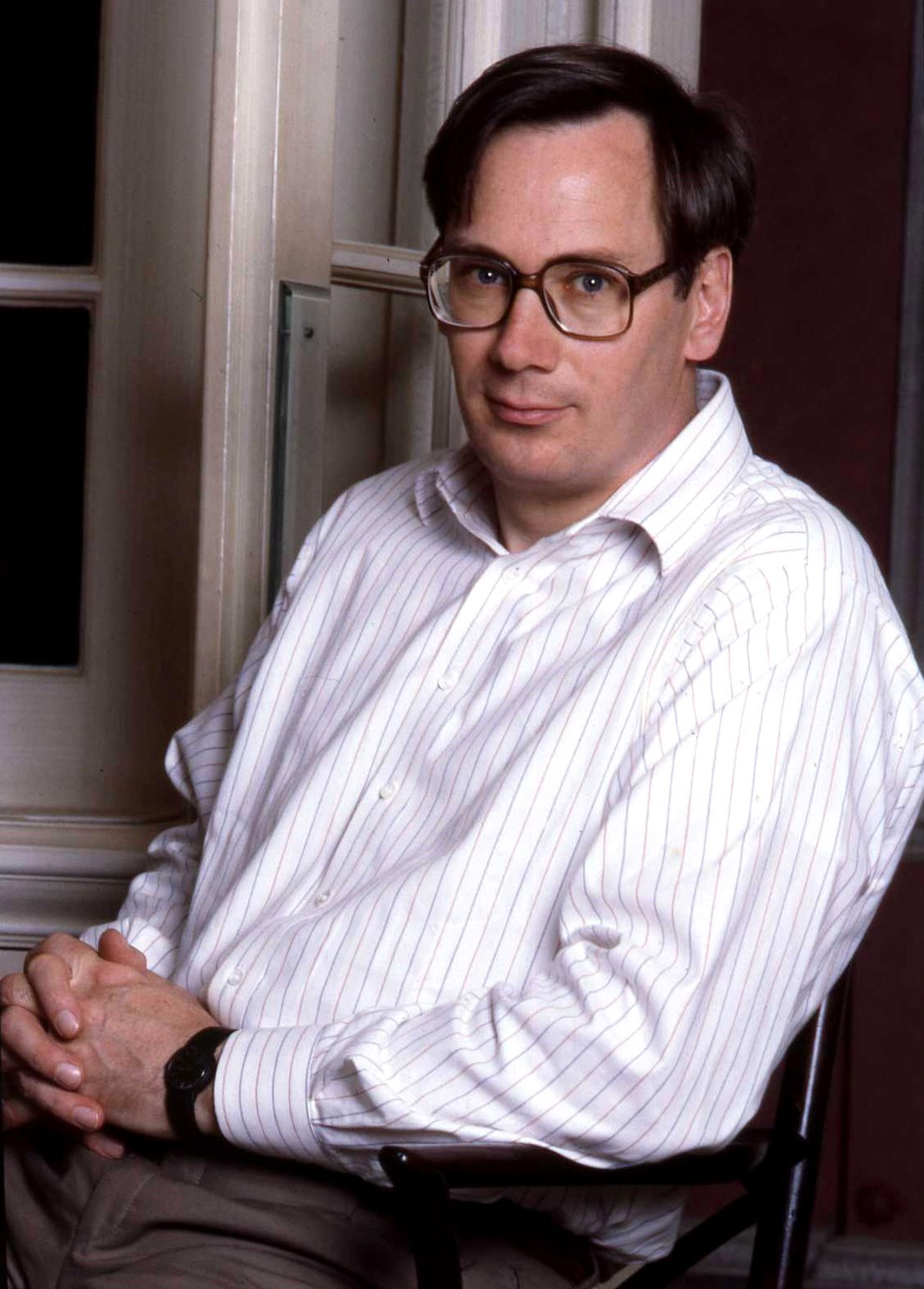
Le duc de Gloucester (1989).

En février 1972, il se fiance avec la Danoise Birgitte van Deurs. Leur mariage a lieu le 8 juillet 1972 à Barnwell dans le Northamptonshire en Angleterre.
Son frère aîné, le prince William de Gloucester meurt dans un accident d'avion sept semaines après son mariage. Le prince Richard devient l'héritier du titre ducal de Gloucester. À la suite du décès de son père en 1974, il hérite des titres familiaux et sa cousine la reine Élisabeth II lui demande de reprendre ses fonctions officielles. Il ne peut dès lors exercer son métier d'architecte.
De 1972 à 2017, le duc et sa femme occupent l'appartement 1 (libre à la suite du décès de la princesse Marina de Kent) du palais de Kensington à Londres. En 1994, ils y sont rejoints par la princesse Alice, duchesse douairière de Gloucester, qui y meurt en 2004 à l'âge de 102 ans. En 2017, le duc et la duchesse de Gloucester quittent leur appartement et s'installent dans un autre appartement plus modeste du palais de Kensington.
Ils séjournent régulièrement au manoir de Barnwell dans le Northamptonshire appartenant à la princesse Alice, duchesse douairière de Gloucester, jusqu'à sa mise en location en 1994. Après la mort de celle-ci, son fils et unique héritier est obligé de vendre aux enchères 800 lots d'objets et souvenirs du manoir de Barnwell, afin de payer les droits de succession. Puis, le duc met en vente le manoir de Barnwell en 2022. 

### Vie officielle
Le prince Richard et son épouse représentent régulièrement la monarchie britannique à l'étranger notamment lors des mariages de la princesse Astrid de Belgique en 1984 ou à celui du prince Guillaume de Luxembourg en 1994, aux funérailles du roi Tupou IV des Tonga en 2006, aux soixante-dix ans du roi Harald de Norvège en 2007, à la messe d'inauguration du pape François au Vatican en 2013, au centenaire de la bataille de la Somme à Thiepval en 2016 ainsi qu'aux funérailles du grand-duc Jean de Luxembourg en 2019.
Au Royaume-Uni, le duc de Gloucester est le parrain de nombreuses associations comme la London Playing Fields Foundation (depuis 1974), le Construction Youth Trust, l'Architects Benevolent Society, Habitat for Humanity Great Britain, la British Association of Friends of Museum, la Society of Antiquaries of London, les Scottisch Vétérans Résidences (depuis 2005) ou la British Homeopathie Association (depuis 2002). Il est également le président de la British Expertise International.
Il est en outre colonel en chef du 6th Battalion The Rifles, du Royal Anglian Regiment et du Royal Army Medical Corps.
En 2016, le duc de Gloucester a effectué 205 activités officielles (196 au Royaume-Uni et 9 à l'étranger).
Sous le règne du roi Charles III (depuis 2022), le duc de Gloucester continue de faire partie des 11 membres actifs de la famille royale britannique. En 2023, le roi Charles III le nomme colonel en chef de la Royal Auxiliary Air Force. En 2024, le duc de Gloucester accepte de nouveaux parrainages : le Royal Institute of British Architects et les Musées de Brighton et Hove.

### Descendance
Le duc et la duchesse de Gloucester ont trois enfants :
- Alexander Windsor, comte d'Ulster, né le 24 octobre 1974, époux de Claire Booth, médecin, dont deux enfants (Xan et Cosima).
- Lady Davina Windsor, née le 19 novembre 1977, divorcée en 2018 de Gary Lewis, premier Maori à faire partie de la famille royale britannique, avec qui elle a eu deux enfants (Senna et Tāne).
- Lady Rose Windsor, née le 1er mars 1980, épouse de George Gilman, dont deux enfants (Lyla et Rufus).

Ses enfants ne portent ni le prédicat d'altesse royale ni le titre de prince et ne remplissent aucune fonction officielle.

## Titulature
- 26 août 1944 - 10 juin 1974 : Son Altesse Royale le prince Richard de Gloucester
- depuis le 10 juin 1974 : Son Altesse Royale le duc de Gloucester

## Distinctions
- Ordre de la Jarretière (KG) en 1997
- Commandeur grand-croix de l'ordre royal de l'Étoile polaire